# (3769) Arthurmiller
(3769) Arthurmiller (1967 UV) – planetoida z pasa głównego asteroid okrążająca Słońce w ciągu 3,41 lat w średniej odległości 2,27 j.a. Odkryli ją Luboš Kohoutek wspólnie z A. Kriete 30 października 1967 roku.